# Lorenzen Wright
Lorenzen Vern-Gagne Wright (ur. 4 listopada 1975 w Memphis, zm. 19 lipca 2010 tamże) – amerykański koszykarz, występujący w NBA na pozycjach skrzydłowego oraz środkowego.
W 1994 wystąpił w meczu gwiazd amerykańskich szkół średnich - McDonald’s All-American.

## Śmierć
18 lipca 2010 roku opuścił dom swojej byłej żony w Collierville (Tennessee) i od tamtej pory nikt nie miał z nim kontaktu. 4 dni później jego rodzina złożyła doniesienie o zaginięciu. Jego ciało zostało odnalezione 28 lipca w lesie, nieopodal drogi Callis Cutoff. Odnotowano, iż 19 lipca z jego telefonu zostało wykonane połączenie na numer alarmowy 911, które zarejestrowało centrum w Germantown (Tennessee). Dyspozytor rozpoczął rozmowę z dzwoniącym, po czym, po chwili padł strzał. Jego śmierć została zakwalifikowana jako morderstwo, na skutek strzału z broni palnej. W grudniu 2017 roku sąd postawił zarzuty byłej żonie koszykarza Sherra Wright-Robinson. W lipcu 2019 roku Sherra przyznała się do winy i została skazana na karę 30 lat pozbawienia wolności.

## Osiągnięcia
Na podstawie, o ile nie zaznaczono inaczej.
NCAA
- Uczestnik:
  - rozgrywek Sweet Sixteen turnieju NCAA (1995)
  - turnieju NCAA (1995, 1996)
- Mistrz:
- sezonu zasadniczego konferencji Great Midwest (1995)
- sezonu zasadniczego konferencji USA (1996)
- Zaliczony do:
  - II składu All-American (1996)
  - I składu:
    - konferencji USA (1996)
    - turnieju konferencji USA (1996)
- Lider[5]:
  - konferencji Great Midwest w skuteczności rzutów z gry (1995)
  - konferencji USA w skuteczności rzutów z gry (1996)
  - konferencji Great Midwest w zbiórkach (1995)
  - konferencji USA w zbiórkach (1996)

NBA
- Uczestnik Rookie Challenge (1997)

Reprezentacja
- Mistrz uniwersjady (1995)[6]